# Ledbetter Heights
Ledbetter Heights é o primeiro álbum de estúdio do guitarrista de blues estadunidense Kenny Wayne Shepherd.
O disco, lançado em 19 de setembro de 1995, alcançou vendagem de platina em 2004.

## Faixas
1. "Born With a Broken Heart" (Shepherd/Tate) – 5:56
2. "Déjà Voodoo" (Selby/Shepherd/Sillers) – 6:09
3. "Aberdeen" (White) – 4:15
4. "Shame, Shame, Shame" (Nadeau/Shepherd) – 6:05
5. "One Foot on the Path" (Selby/Shepherd) – 3:49
6. "Everybody Gets the Blues" (Michael) – 5:58
7. "While We Cry" (live) (Shepherd) – 6:17
8. "I'm Leaving You (Commit a Crime)" (Howlin' Wolf) – 4:16
9. "(Let Me Up) I've Had Enough" (Nadeau/Selby/Shepherd) – 2:43
10. "Riverside" (Bowe) – 3:46
11. "What's Goin' Down" (Nadeau/Shepherd) – 5:30
12. "Ledbetter Heights " (Shepherd) – 6:11

## paradas Musicais
Álbum - Billboard (North America)
| Ano  | Parada Musical    | Posição |
| ---- | ----------------- | ------- |
| 1995 | Heatseekers       | 1       |
| 1995 | Top Blues Albums  | 1       |
| 1995 | Top Blues Albums  | 2       |
| 1996 | The Billboard 200 | 108     |

Singles - Billboard (North America)
| Ano  | Canção                     | Parada Musical         | Posição |
| ---- | -------------------------- | ---------------------- | ------- |
| 1995 | "Déjà Voodoo"              | Mainstream Rock Tracks | 9       |
| 1996 | "Aberdeen"                 | Mainstream Rock Tracks | 23      |
| 1996 | "Born With a Broken Heart" | Mainstream Rock Tracks | 15      |